# Ашмака

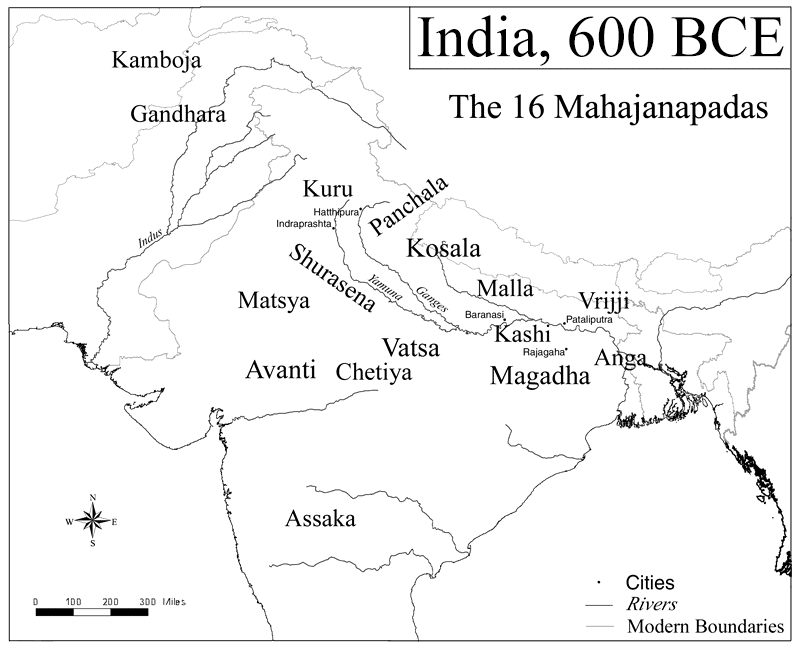
Махаджанапады

Ашмака (санскр. अश्मक, IAST: Aśmaka) или Ассака — царство в Древней Индии. Местоположение его до конца не выяснено. Так, «Брахманда-пурана» называет Ашмаку одним из государств Южной Индии, «Курма-пурана» упоминает её в связи с Пенджабом, а «Брихат-самхита» помещает Ашмаку на северо-западе Индии. Исследователь Рис Дэвидс Т. считал, что Ашмака это государство Ассака буддийского периода. Согласно буддийскому тексту «Ангуттара-никая» Ассака являлась одной из шестнадцати махаджанапад в VI веке до н. э. Страна эта размещалась на берегах реки Годавари, столицей её была Потана (Потали). Буддийский текст «Махаговинда-суттанта» упоминает Бхагадатту, правителя Ашмаки. В «Матсья-пуране» приводится список 25 правителей Ашмаки.
Во времена Ашоки это царство стало частью страны Махараштры. Бхатта Свами, комментатор «Архашастры» Каутильи, также идентифицирует Ашмаку с Махараштрой.